# Konst- och industriutställningen i Norrköping 1906

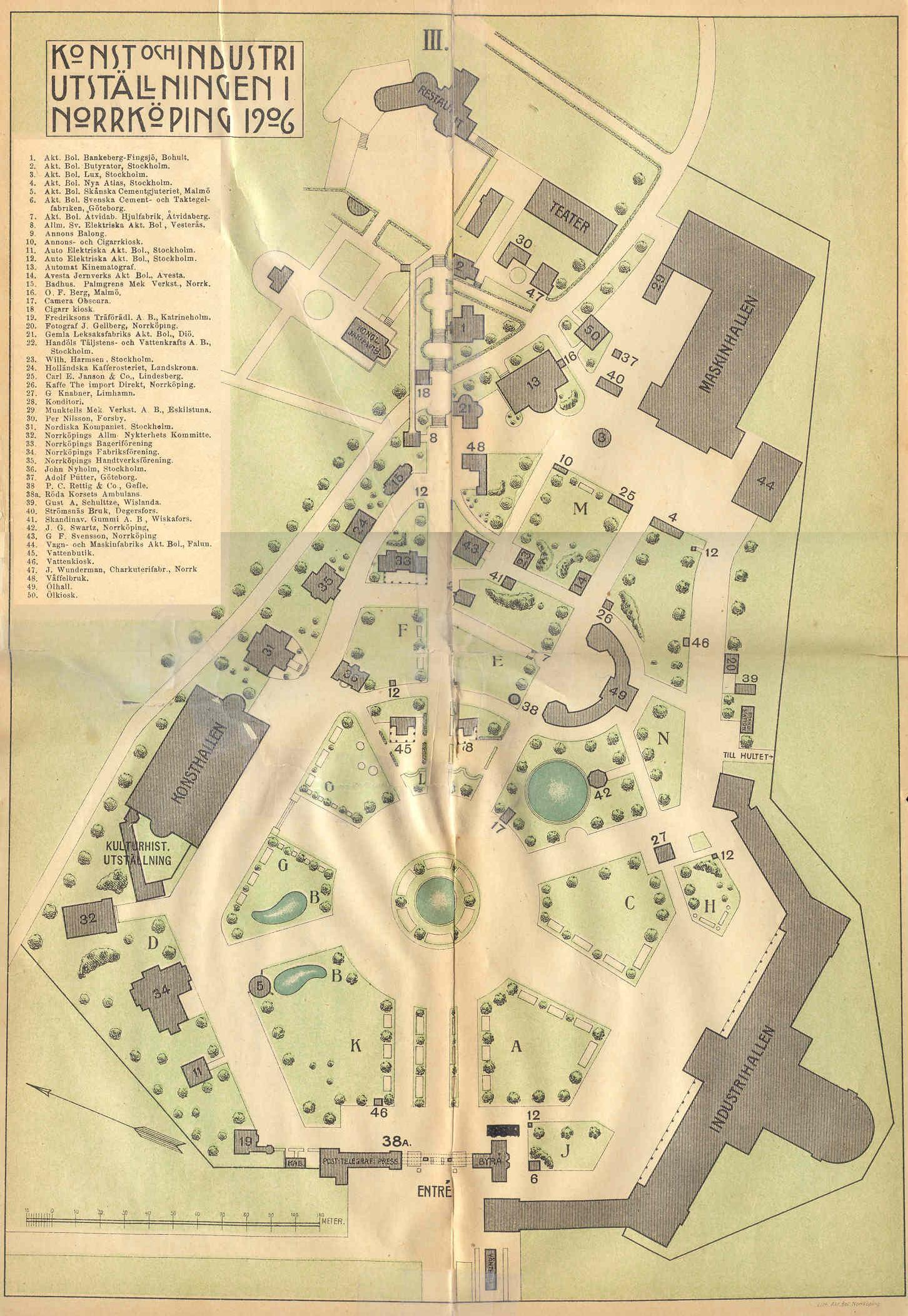
Konst- och industriutställningen i Norrköping 1906, karta över utställningsområdet. Den har Carl Bergstens signatur.

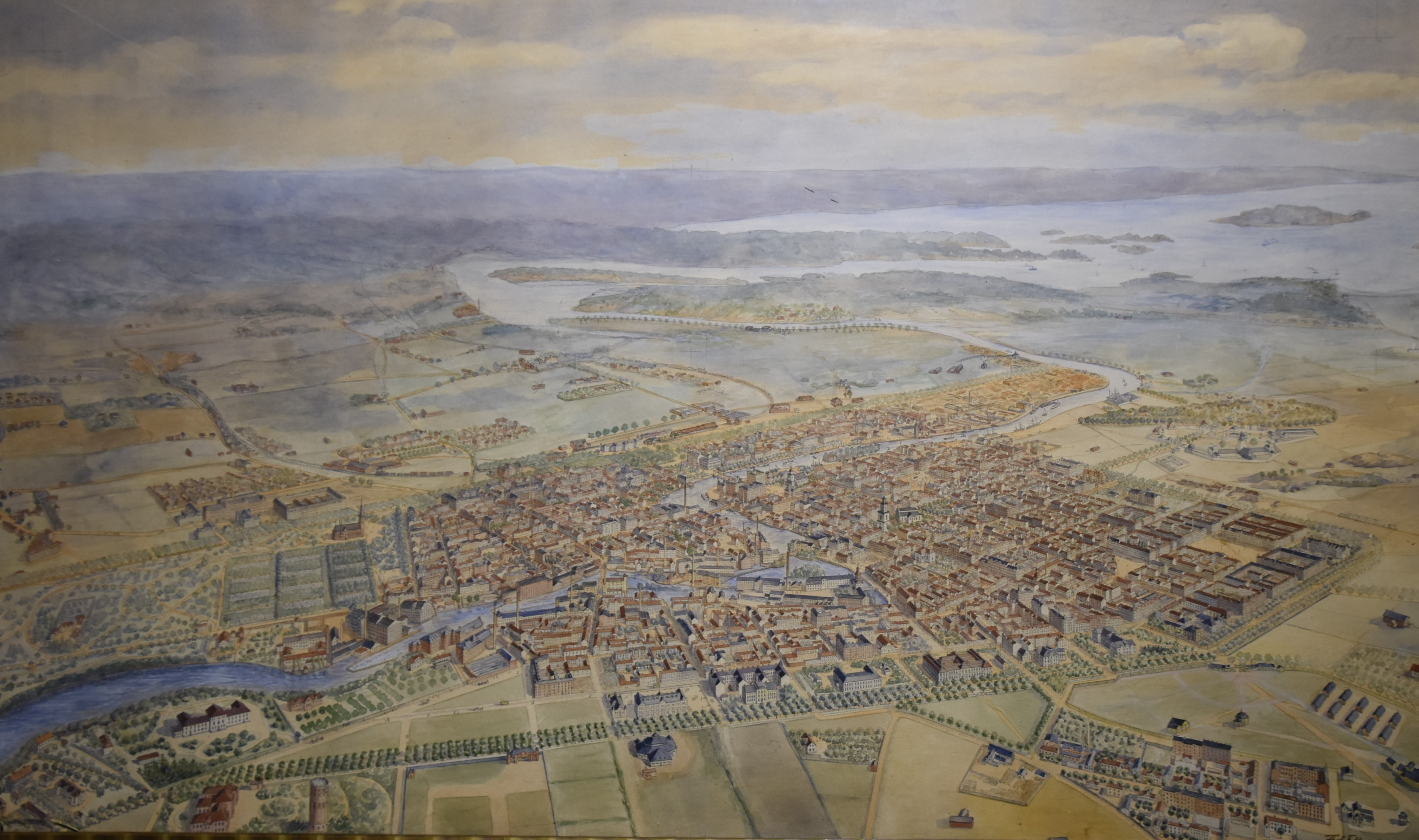
Anton Marcko (1868-1930) & Elin Marcko (1873-1931) var verksamma konstnärer och fotografer i Norrköping. I samband med Konst- och industriutställningen 1906 fick de förtroendet att göra en detaljerad bild av staden. Resultatet blev Norrköping i fågelperspektiv (1906), målad i akvarell. Paret satt högst upp i det nybyggda vattentornet i Ektorp strax utanför stadskärnan och tecknade det detaljerade verket. För att få rätt antal fönster på byggnaderna lät de barnen springa ner till innerstaden för att räkna. Flera litografier av målningen hänger i offentliga byggnader i staden, bland andra Norrköpings Stadsbibliotek. Originalet i familjens ägo.

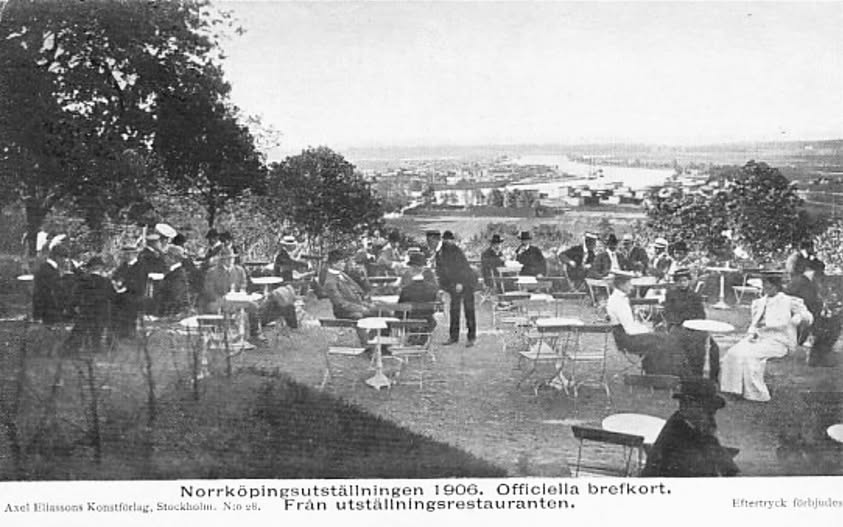
Serveringen på Syltberget

Konst- och industriutställningen i Norrköping 1906 hölls i Norrköping 1 juni – 15 september 1906.
På initiativ av Norrköpings Fabriksförening och Handtverksförening beslöts att i samband med det tjugonde allmänna svenska lantbruksmötet anordna en allmän svensk konst- och industriutställning i Norrköping 1 juni – 15 september 1906. Den öppnades av kronprins Gustaf och var i huvudsak förlagd till området söder om Sylten. Arkitekten Carl Bergsten ritade utställningens huvudbyggnader, såsom Industrihallen à 7 500 m² med plats för cirka 630 utställare och Konsthallen med en öppen gård och drygt 25 salar för visning av skulpturer och tavlor (sammanlagt över 1 000 alster, om man räknar med skulpturerna), samt entrébyggnaderna och Jaktpaviljongen. Verner Northun ritade Maskinhallen på 3 600 m², Huvudrestaurangen, med platser i matsalarna för omkring 400 personer, på Syltenberget och Thaliatemplet (utställningens teater med 500 sittplatser - klappstolar). Denna sommar arbetade Moa Martinson som servitris på restaurangen och har i boken Kungens rosor berättat om denna period.

## Stadens försköning

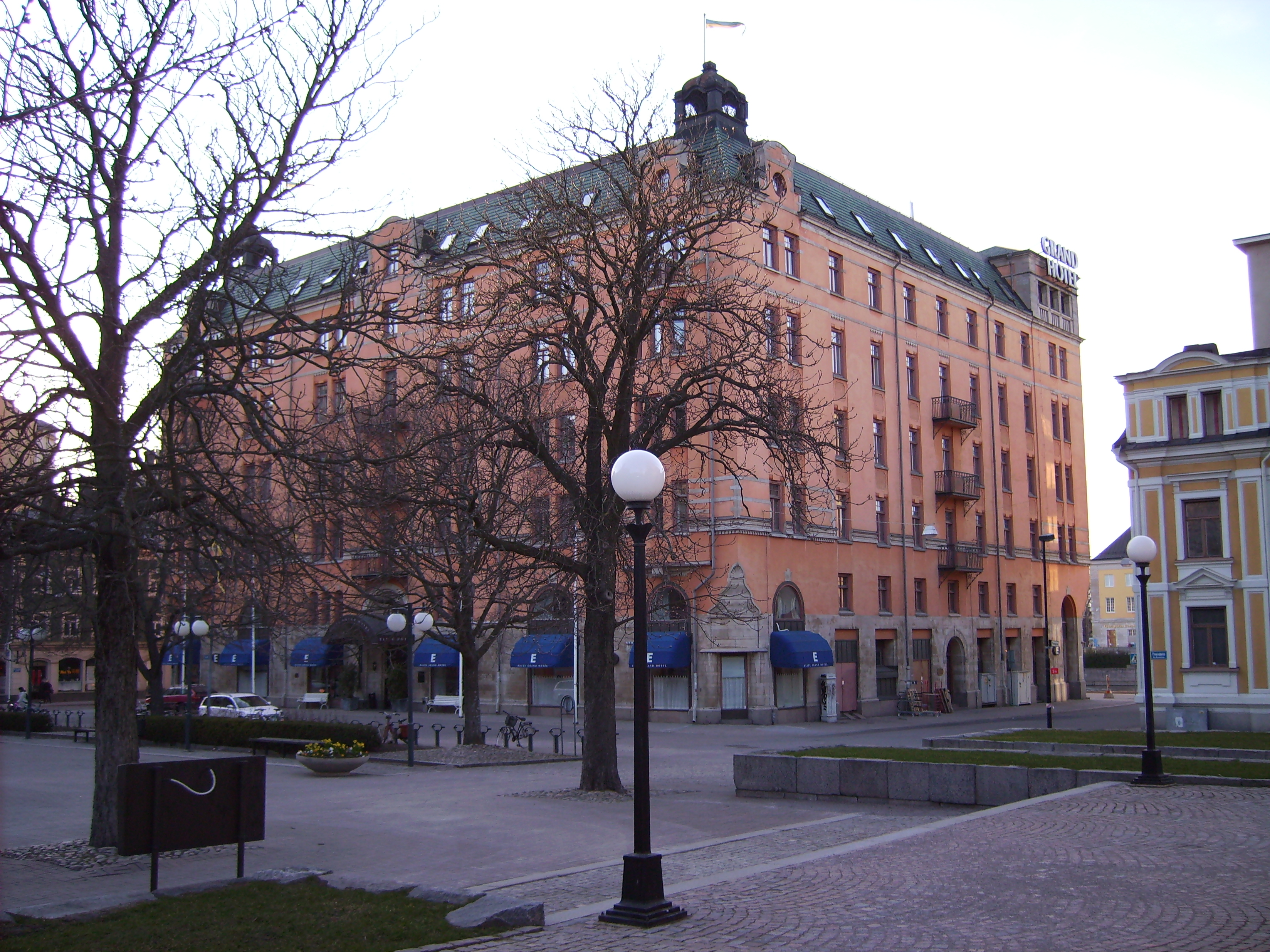
Göta hotell uppfördes vid Tyska torget 1904–1906 för att kunna ta emot besökare från när och fjärran.

Åren närmast utställningen 1906 omvandlades Norrköping, till stora delar för att möta alla besökare som väntades komma till staden. Tyska torget var den plats som omvandlades mest med flera nybyggnationer, däribland Göta hotell (nuvarande Grand hotell), dock tillkom det pampiga rådhuset först året efter. Standard hôtel på andra sidan Motala ström hade öppnat redan 1899, men för utställningsåret ordnades av Edward Ringborg i de omfattande källarlokalerna en konstutställning med alster av bland andra Johan Krouthén, Birger Palme och Carl Stenberg. Åtminstone Birger Palme medverkade även på den stora konstutställningen i Syltenområdet och han kan numera beskådas på Norrköpings konstmuseum, där han är avbildad på en temperamålning av sin vän Ivar Arosenius, då bosatt i Åby norr om Norrköping. Målningen föreställer Birger Palme på Norrköpingsutställningen 1906. Modellen sitter vid gjutjärnsbordet på utställningens restaurang, försänkt i djupa tankar. I bakgrunden konserterar sergeant Nilssons 14 man starka kapell. Även Strömsholmen förskönades, då en ny restaurangbyggnad uppfördes efter Carl Bergstens ritningar, övriga inredningsdetaljer formades av hans hand. De smakfulla stolarna tillverkades hos Gemla Möbelfabrik. Strömsholmen brandskadades 1936 och revs decenniet efteråt.

## Spårvägen

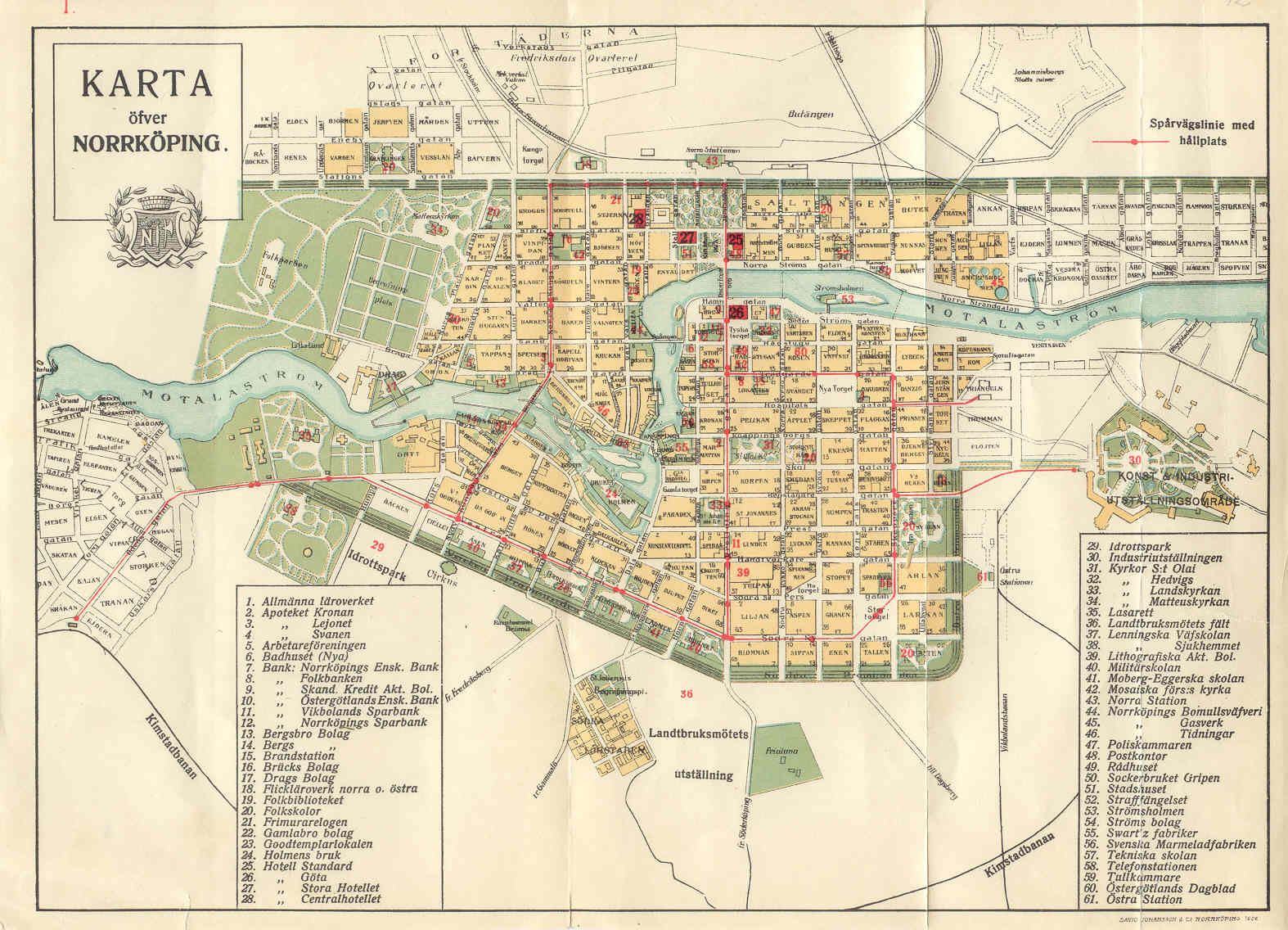
Spårvägsnätet utvidgades i Norrköping i samband med utställningen 1906.

I modernitetens tidevarv var det givet att spårvagn, telefon, elektricitet, filmvisning och liknande skulle ha sin plats på utställningen. Därför drogs den nystartade spårvägstrafiken även tillfälligt till utställningsområdet. Den 7 september 1905 beslöt Norrköpings stadsfullmäktige att man skulle bygga en provisorisk linje från Skepparegatan i hörnet av Repslagaregatan vidare till Östra Promenaden för att avslutas vid nuvarande Bangatan i Sylten, där entrén till utställningsområdet låg. Spårvägstrafiken hade öppnats för trafik den 10 mars 1904 och hade 12 spårvagnar i tjänst. Till  utställningsåret beställdes ytterligare tre motorvagnar och åtta öppna släpvagnar. Utställningslinjen stod färdig den 15 maj 1906, men invigdes inte förrän den 31 i samma månad. Dock hade man använt sig av spåret under maj månad för att transportera gods till Sylten. Trallan som följde spårvagnen kunde lasta upp till 5 000 kg och på utställningsområdet omlastades godset till en decauvillejärnväg som var en del i utställningen. En vänthall byggdes även vid Sylten. Spårvagnarna mellan Centralstationen, eller Norra stationen som den då hette, och Utställningen drog upp till två släpvagnar när trafiken var som livligast. Efter utställningens avslut upphörde persontrafiken den 30 september, medan godstrafiken fortgick tills man hade tömt utställningsområdet på ting och dylikt. Utställningsåret gav spårvägen goda inkomster.

## Invigningen i unionskrisens skugga
Utställningens affisch, som hade ritats av Albert Engström visar de snabba förändringar som kom åren kring 1905–1906, affischen har fortfarande unionsmärket på de två flaggor som vajar framför Industrilandskapet vid Järnbrofallet. Unionen var aktuell då Engström tackade ja till att utföra affischen för 500 kr försommaren 1905. I samband med unionskrisen blev kung Oscar II:s allmäntillstånd sämre och han var sjuk då utställningen skulle invigas den 1 juni 1906, istället närvarade tre svenska prinsar varav kronprins Gustaf höll invigningstalet, där han framhävde kungamakten:
”Så talar den öfver partierna upphöjda kungamakten. Denna dess strängt konstitutionella ställning är sjelfklar. Men det finns tillfällen då äfven sjelfklara saker bör förkunnas.”
Nationalkänslan förstärktes med en pompös kantat, vars text skrivits av Gustaf Malmberg och där några strofer ljöd:
”Se sommarstaden som höjer / så glad i blågult vaj och solskensljus / Att den ej byggts för lek sig röjer / af allvarsskörd, som rymmes i dess hus
Från fosterlandets skilda bygder / dess bästa viljor hafva här trädt fram / att väcka upp till allvarsdygder / ett folk som måste följa fädrens stam
Här mötas tänkarns tysta möda / och kropparbetarns trägna tålamod / till Ett sitt verk de sammanlöda / till ett för bröder utaf samma blod”
Först den 3 juli 1906 kunde Oscar II komma till Norrköping och passade samtidigt på att inviga lantbruksmötet som hölls samtidigt i staden. Det var samma dag som Moa Martinson träffade densamme och kom att återberätta om det i den självbiografiska romanen Kungens rosor.

## Industriutställningen

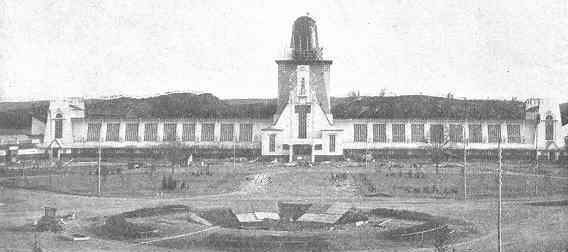
Industrihallen

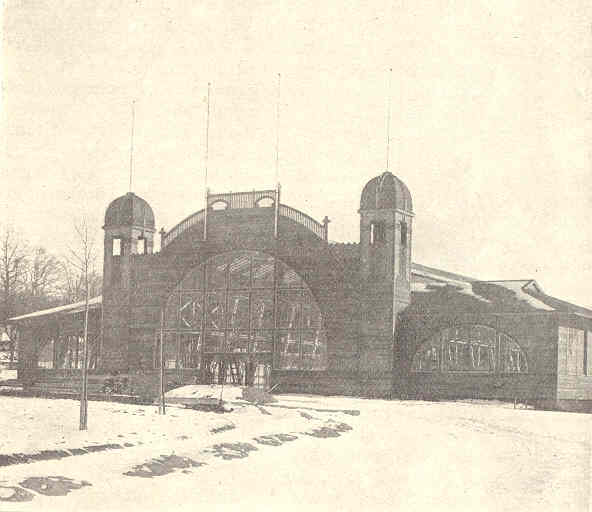
Maskinhallen, under byggnadstiden.

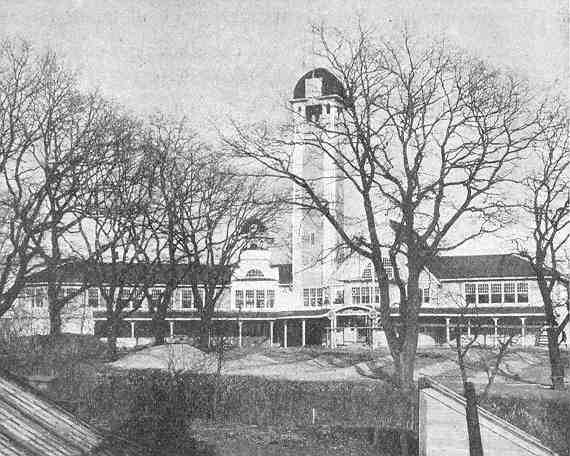
Huvudrestaurangen på Syltbergets krön.

Ett tusental utställare medverkade i industriavdelningen (inkluderade både Industrihallen och Maskinhallen) och till de stora kan bland andra räknas Asea som visade upp Skandinaviens största elektriska maskin, en dynamo som gav en effekt på 3000 hästkrafter (cirka 2,2 megawatt) och en spänning på 4000 volt. Dessutom ställde företaget ut en "elektrisk handpump" som klarade av att pumpa 720 000 liter vatten i timmen. Dåtidens största vapensmedja låg i det närbelägna Finspång, vars bruk visade upp kanoner och pansarplåt. Motala verkstad visade fartygsmaskiner och de Laval en ångturbin. Sveriges största lok på 96 000 kg, Waldemar Jungners elektriska bil och mycket annat lockade besökarna, vid sidan av textil- och industrihantverk.

## Fotoutställningen
I Industrihallen visade 56 utställare fotografier och utrustning, till vilka de förra räknades bilder tagna av kungafamiljen och till de senare räknades Hasselblad. Även röntgenfotografering uppvisades mm.

## Konstutställningen
De kulturella inslagen i 1906 års utställning tilldrog sig stor uppmärksamhet av samtiden då över 900 konstverk uppvisades i 15 salar. Till skaran av utställda konstnärer kan nämnas bland andra Anna Ancher, Michael Ancher, Ivar Arosenius, Oscar Björk, John Bauer, Prins Eugen, Peder Severin Krøyer, Carl Larsson, Birger Palme, Georg Pauli, Hanna Pauli, Georg von Rosen, David Wallin, Anders Zorn, Anton Marcko och Elin Marcko f. Lindholm. Paret Marcko var verksamma konstnärer och fotografer i staden. I samband med utställningen fick de förtroendet att göra en detaljerad bild av staden. Resultatet blev ”Norrköping i fågelperspektiv 1906” i akvarell. De satt högst upp i det nyligen byggda Vattentornet i Ektorp och tecknade det detaljerade verket. För att få rätt antal fönster på byggnaderna lät de barnen springa ner till innerstaden för att räkna. Flera litografier av målningen hänger i offentliga byggnader i staden, bl a Norrköpings Stadsbibliotek. Den största tavlan visades dock i konsthandlare Gustaf Fredrik Svenssons paviljong på utställningsområdet, Mårten Eskil Winges ”Asarnes intåg i Norden” och mätte 11 x 5 meter i omfång. Konsthandlare Svensson visade även verk av Pehr Hörberg, Marcus Larson och August Malmström. Av namnen ovan märks att ett flertal danska konstnärer medverkade i konstutställningen, även norska konstnärer var inbjudna, men tackade nej.

## Kulturhistoriska avdelningen
Denna avdelning var vid sidan av Hultet, den del av utställningen som visade upp kulturarvet. Om Hultet fick representera ett Skansen i miniatyr visades här Östergötlands medeltidsminnen (med vissa undantag av modernare slag), insamlade av Otto Janse, som hade rest runt för att leta fynd i Östergötlands kyrkor och prästgårdar.

## Moa Martinson

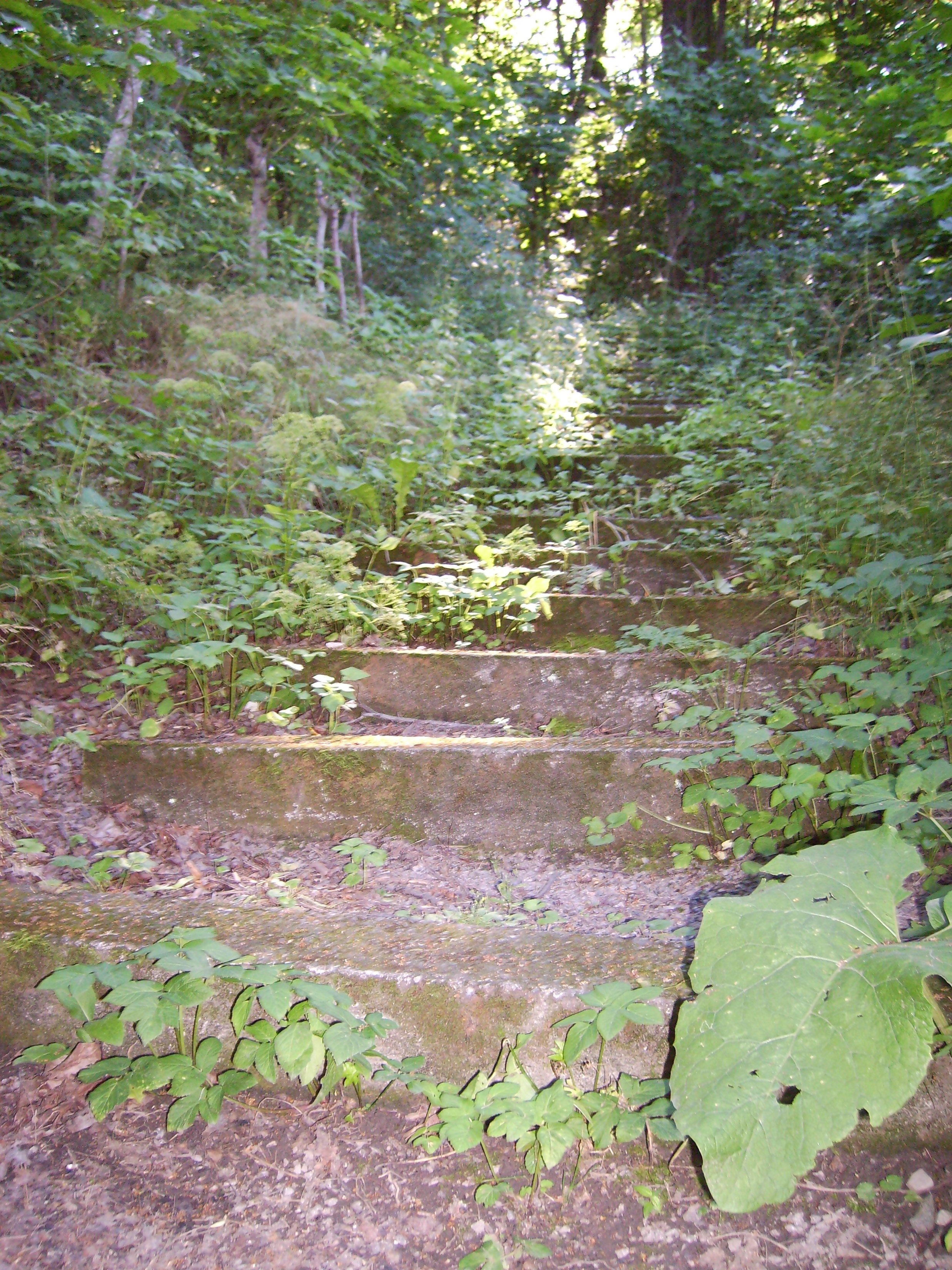
Moa Martinsons trappa i Sylten, 80 trappsteg.

På huvudrestaurangens servering arbetade Moa Martinson som servitris och Moas trappa med 80 trappsteg finns fortfarande kvar att beskåda. I romanen Kungens rosor berättar Martinson om arbetet på serveringen, välbesökt av de 350 000 gästerna på utställningen under 3½ månads tid. Dessa trappsteg upp till arbetsplatsen på Syltbergets topp omnämns med orden:
”Hon går i högsommarnatten utför de åttio trappstegen. Räknar högt ett och ett, fast hon vet så väl hur många det är. Det är mulet, nästan mörkt, fast det bara är juli. De ljusa nätterna börjar avta. Doft av rosor och kaprifol sveper om henne. Hon stannar gripen av sommarnattens tystnad och skönhet. Bruset från dagens brådska sitter ännu i öronen.”
Romanen har fått sitt namn då Oscar II kommer i samspråk med författarinnan, det kretsar kring blommor som han anser har en själ. Huvudrestaurangen överlevde utställningen och döptes om till Höganloft. Den började förfalla på 1920-talet och tornet revs 1934, men ända in på 1950-talet kvarstod delar av densamma såsom förråd till stadens parkförvaltning. Ännu idag tillhör de närbelägna växthusen Norrköpings kommun.

## Spår av utställningen idag
Byggnaden som rymde Nordiska Kompaniets (NK) utställning (den så kallade NK-villan) flyttades sedermera till Nyköping.
Lindar, som planterats mellan Östra Promenaden och utställningens entré, omplanterades till en allé utmed Norra Kyrkogården mellan Norra Promenaden och Norrköpings krematorium.